# جرف جليدي

أكبر الجروف الجليدية في القارة القطبية الجنوبية.

الجرف الجليدي (بالإنجليزية: Ice shelf) هو منصة عائمة وسميكة من الثلج التي يتشكل عندما تنفصل مثلجة من طبقة من الجليد، تمتد ببطء من الساحل إلى سطح المحيط.
يوجد الجرف الجليدي في القارة القطبية الجنوبية وغرينلاند وكندا فقط، الحدود بين الجرف الجليدي العائم وبين الجليد المحيط به والذي يغذيه يدعى خط الأساس الجليدي .
عندما ينسحب خط الأساس الجليدي إلى الداخل، تتدفق المياه إلى المحيط ويرتفع منسوب البحر.
وفي المقابل عندما يتشكل جليد البحر في المياه يكون أرق، ويمكن أن يتشكل في المحيط المتجمد الشمالي كما قد يوجد في جميع أنحاء قارة القارة القطبية الجنوبية.
الجرف الجليدي يتدفق بفعل الجاذبية وينتشر افقيا على سطح المحيط، هذا التدفق يحرك الجليد باستمرار من خط الأساس الجليدي باتجاه البحر (مقابلة لجهة الجرف).
اما عملية فقدان كمية هائلة من الجرف الجليدي فتدعي بالانهيار الجليدي. وعادة يمتد الجرف الجليدي في المحيط عدة سنين وأحيانا عقود بين كل عملية انهيار جليدي وأخرى.
تراكم الثلوج على السطح العلوي وذوبانه من السطح السفلي هو مهم جدا لتوازن كتلة الجرف الجليدي.

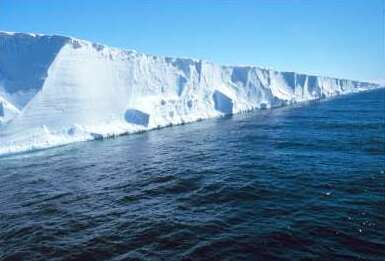
الجرف الجليدي روس

سماكة الجروف الجليدية في هذه الأيام تتراوح ما بين 100 إلى 1000 متر. وتتباين الكثافة بين الجليد الزجاجي الذي هو اكثف من الجليد العادي وبين الماء السائل، هذا يعني ان تسع (1/9) من الجليد العائم هو فوق مستوى المحيطات.

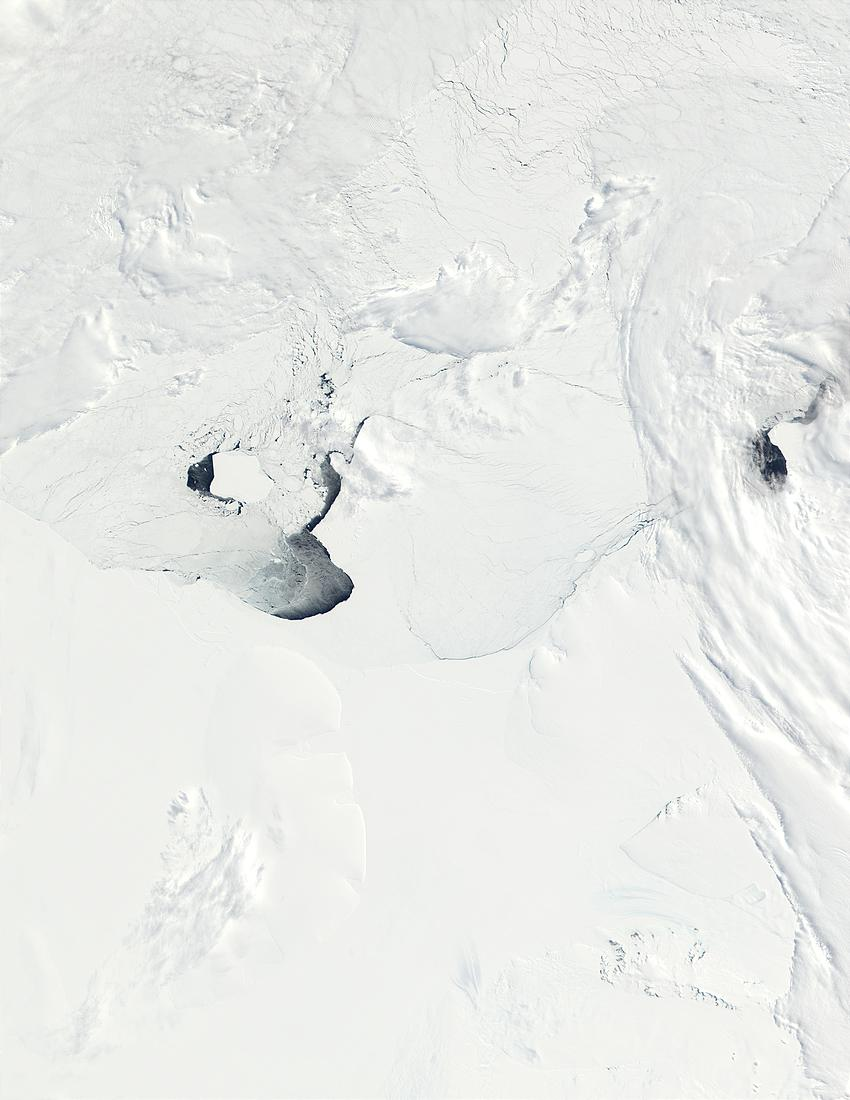
الجرف الجليدي فلشنر رون

أكبر الجروف الجليدية في العالم هما روس ross ice shelf مساحته 487.000 كيلومتر مربع وفلشنر رون filchner-ronne ice shelf مساحته 449.000 كيلومتر مربع ويقعان في القارة القطبية الجنوبية.